# Mountassir Lahtimi
Mountassir Lahtimi (en arabe : منتصر لحتمي), né le 1er avril 2001 à Salé (Maroc), est un footballeur marocain jouant au poste d'ailier droit au Kazma SC.

## Biographie

### En club

#### Formation au FUS Rabat (2020-2022)
Mountassir Lahtimi est formé au FUS de Rabat. Il fait ses débuts en pro sous les couleurs de son club formateur le 8 janvier 2020 à l'occasion d'un match de championnat face au Hassania d'Agadir, sous son entraîneur Walid Regragui. Quelques jours plus tard, l'entraîneur quitte le club puis est remplacé par Mustapha El Khalfi. Il entre encore deux fois en jeu lors de la saison 2019-2020 et termine la saison à la quatrième place du classement du championnat.
Lors de la saison 2020-2021, il devient un élément important de son équipe et dispute au total 21 matchs en première division. En avril 2021, Demba Mbaye est présenté en tant que nouvel entraîneur, misant sa confiance sur la formation locale de jeunes talents. Le FUS Rabat termine la saison à la dixième place du classement du championnat.
Le 25 avril 2021, il marque son premier but en championnat face au Rapide Oued Zem (victoire, 2-1). Le 28 décembre 2021, à l'occasion d'un match de championnat face au Wydad Casablanca et au cours d'un 2-2 en fin de match, il marque le but victorieux à la dernière minute du match sur une retournée acrobatique (victoire, 3-2). Mountassir Lahtimi termine la saison à la cinquième place de la Botola Pro.

#### Trabzonspor et prêt au Wydad AC (2022-2024)
Le 18 août 2022, il signe un contrat de trois saisons à Trabzonspor, club champion en titre de Turquie prenant part à la Ligue Europa. Le joueur a été récupéré pour la somme de 600 000 euros. Quelques jours plus tard, le joueur figure déjà dans l'effectif d'Abdullah Avcı.
Le 15 septembre 2022, il fait ses débuts avec le club en entrant en jeu à la 79e minute en remplaçant Abdülkadir Ömür face à l'Étoile rouge de Belgrade en Ligue Europa (victoire, 2-1). Au total, lors de la saison 2022-2023, il ne dispute que onze matchs avec le club turc.
Le 16 juillet 2023, il est prêté au Wydad AC pour la durée d'une saison. Onze jours plus tard, il dispute son premier match avec le club contre l'Al-Sadd SC à l'occasion de la Coupe arabe des clubs champions (match nul, 0-0). Plus tard dans la saison, en mars 2023, il inscrit son premier but en Ligue des champions contre l'ASEC Mimosas, offrant ainsi la victoire à son équipe (1-0).
En fin de saison 2023-2024, de retour de prêt du Wydad AC, Mountassir Lahtimi résilie son contrat avec le Trabzonspor, d'un commun accord.

### En sélection
Mountassir Lahtimi est convoqué en février 2021 pour prendre part à la Coupe d'Afrique U20 sous Zakaria Aboub. Le Maroc -20 ans parvient à atteindre les quarts de finale. Il est éliminé de la compétition à la suite d'une défaite sur séance de penaltys face à la Tunisie -20 ans. 
Le 25 novembre 2021, il est sélectionné par Abdellah Idrissi avec le Maroc olympique pour un stage de préparation.
Il retourne en équipe du Maroc olympique en juillet 2022, lorsqu'il est convoqué par Hicham Dmii pour figurer sur sa liste de la sélection qui prend part aux Jeux de la solidarité islamique qui a lieu à Konya en Turquie. La liste comprend uniquement les joueurs locaux âgés moins de 23 ans. Se retrouvant dans un groupe B composé de l'Iran, de l'Arabie saoudite et l'Azerbaïdjan, le premier match est remporté sur tapis verte à la suite du retrait de l'Iran de la compétition. Lors du deuxième match, les Marocains sont défaits par les Saoudiens sur un score de 2-0. Il est alors éliminé au premier tour après un match nul de 2-2 enregistré face à l'Azerbaïdjan. Lors de ce dernier match, les buts sont inscrits par Reda Slim et Hamza Regragui.

## Statistiques
| Saison                | Club                  | Championnat           | Championnat | Championnat | Championnat | Coupe(s) nationale(s) | Coupe(s) nationale(s) | Coupe(s) nationale(s) | Total | Total | Total |
| Saison                | Club                  | Division              | M.          | B.          | P.d.        | M.                    | B.                    | P.d.                  | M.    | B.    | P.d.  |
| 2019-2020             | FUS Rabat             | Botola                | 3           | 0           | 0           | 0                     | 0                     | 0                     | 3     | 0     | 0     |
| 2020-2021             | FUS Rabat             | Botola                | 21          | 1           | 3           | 0                     | 0                     | 0                     | 21    | 1     | 3     |
| 2021-2022             | FUS Rabat             | Botola                | 21          | 6           | 5           | 3                     | 0                     | 0                     | 24    | 6     | 5     |
| Sous-total            | Sous-total            | Sous-total            | 45          | 7           | 8           | 3                     | 0                     | 0                     | 48    | 7     | 8     |
| 2022-2023             | Trabzonspor           | Süper Lig             | 0           | 0           | 0           | 0                     | 0                     | 0                     | 0     | 0     | 0     |
| Sous-total            | Sous-total            | Sous-total            | 0           | 0           | 0           | 0                     | 0                     | 0                     | 0     | 0     | 0     |
| Total sur la carrière | Total sur la carrière | Total sur la carrière | 45          | 7           | 8           | 3                     | 0                     | 0                     | 48    | 7     | 8     |